# Chutes de Fourgassier
Les chutes de Fourgassié ou Chutes Fourgassié, sont un ensemble de chute d'eau qui se trouve dans un cours d'eau du même nom, situé dans la commune de Roura en Guyane.

## Tourisme
Elles font partie des chutes d'eau les plus visitées et appréciées dans la région.